# Bólido de Montreal
Em torno das 20h, de 26 de novembro de 2013, um alto e crescente ruído foi escutado em Montreal; Ottawa; Cornwall, em Ontário; e Plattsburgh, no norte do estado de Nova Iorque. O som foi precedido por um "clarão azul" no céu. Cientistas disseram que os relatos de testemunhas oculares e dados de detectores acústicos foram compatíveis com um meteoroide entrando na atmosfera como a causa provável do fenômeno. O tempo nublado bloqueou a visão de câmeras posicionadas para fotografar meteoros.